# Carex aequivoca
Espèce
Classification phylogénétique
Carex aequivoca est une espèce de plantes du genre Carex et de la famille des Cyperaceae.